# Miessaari (ö i Norra Karelen, Joensuu)
Miessaari är en ö i Finland. Den ligger i sjön Pielisjärvi och i kommunen Joensuu i den ekonomiska regionen  Joensuu ekonomiska region  och landskapet Norra Karelen, i den sydöstra delen av landet, 400 km nordost om huvudstaden Helsingfors. Öns area är 1,9 hektar och dess största längd är 280 meter i sydöst-nordvästlig riktning.